# توماس رايس
توماس رايس (بالإنجليزية: Thomas Rice)‏ هو محامي وسياسي أمريكي، ولد في 30 مارس 1768، وتوفي في 25 أغسطس 1854 في الولايات المتحدة. حزبياً، نشط في الحزب الفيدرالي الأمريكي. وقد انتخب عضو مجلس نواب ماساتشوستس وانتخب عضو مجلس النواب الأمريكي.